# Parc du Valentino
Pour les articles homonymes, voir Valentino.
Le parc du Valentino est un parc public situé à Turin. Le château du Valentino est situé en son sein. Il a une superficie de 50 hectares.

## Histoire
Le parc du Valentino a été ouvert par la ville de Turin en 1856, et était le premier jardin public de l'Italie. Il est aujourd'hui le deuxième plus grand parc de Turin, après le  Parco della Pellerina (it) de 840 000 m² (84 ha), l'espace vert urbain le plus étendu d'Italie.
Le 19 janvier 1908 se tient le premier match de hockey sur glace en Italie, entre le Cercle des patineurs du Valentino et le Sporting Club de Lyon,
De 1935 à 1955, il a accueilli le Grand Prix automobile de Turin, et notamment la première course de Formule 1 (alors dénommée Formule A) en 1946. En 1961, le parc a accueilli Flor 61.
- Le parc